# Sairima
Sairima – w mitologii irańskiej kraina położona na zachód od mitycznej kolebki Ariów, krainy Arianem Waedżo.
Na podstawie podań o podziale władztwa na trzy części przez Feriduna bywa łączona z zachodnią częścią, która przypadła Salmowi.
Przez badaczy bywa utożsamiana z Sauromancją i Sarmacją.